# Меніппова сатира
Мені́ппова сатира (меніппова сатура, варронівська сатира) — жанр античної літератури, вид діатриби. Характеризується поєднанням філософських міркувань з пародійною сатирою. За формою вирізняється вільним поєднанням прози та поезії, звідси й сама назва «сатура» — ((satura) = «суміш»). У Варрона меніппова сатира поєднує різні мови: латинську і грецьку.
Жанр названий іменем його засновника кінічного письменника Меніппа. Термін вперше запроваджений, імовірно, Варроном Реатинським, у якого є цикл творів з однойменною назвою. Зразків меніппової сатири не збереглося, й невідомо, якою вона була в первісному вигляді. Існують лише твори, про які прийнято говорити, що вони написані в стилі, або в жанрі, меніппової сатири: у Лукіана («Меніпп», «Ікароменіпп», «Розмови в царстві мертвих»), Сенеки молодшого («Перетворення божественного Клавдія на гарбуз»), Петронія («Сатирикон»).
Стиль та сюжет твору змінюється в меніпповій сатирі дуже різко, переходячи від серйозних міркувань до фантастичних поворотів або гострої сатири. Людські характери виписані схематично, зазвичай діють знакові типажі: хвалько, фанатик, скупий, спокусник.
У Франції в 1594 році було опубліковано цикл сатиричних творів кількох авторів під загальною назвою «La Satire Ménippée». Отже термін «меніппова сатира» не слід плутати зі згаданим французьким циклом «Меніппова сатира (1594)» (La Satire Ménippée), або з терміном Бахтіна «меніппея».